# Jacob J. Pugsley

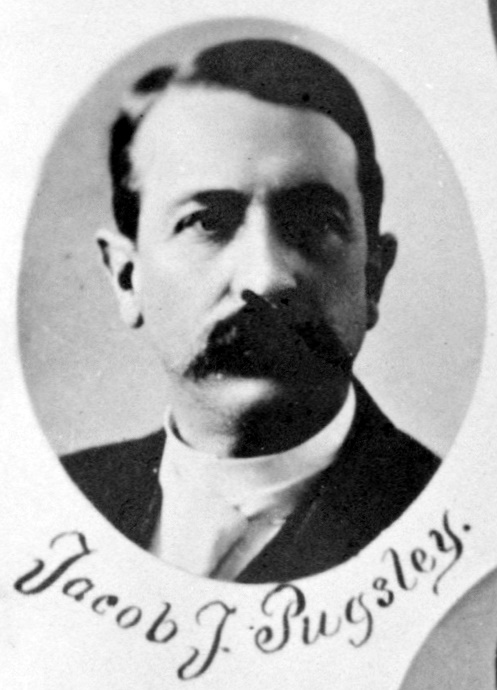
Jacob J. Pugsley

Jacob Joseph Pugsley (* 25. Januar 1838 im Dutchess County, New York; † 5. Februar 1920 in Hillsboro, Ohio) war ein US-amerikanischer Politiker. Zwischen 1887 und 1891 vertrat er den Bundesstaat Ohio im US-Repräsentantenhaus.

## Werdegang
Bereits im Jahr 1839 kam Jacob Pugsley mit seinen Eltern nach Ohio, wo er später an der Miami University in Oxford studierte. Nach einem Jurastudium und seiner Zulassung als Rechtsanwalt begann er in Dayton in diesem Beruf zu arbeiten. Später verlegte er seinen Wohnort und seine Kanzlei nach Hillsboro im Highland County. Gleichzeitig schlug er als Mitglied der Republikanischen Partei eine politische Laufbahn ein. Zwischen 1880 und 1883 saß er als Abgeordneter im Repräsentantenhaus von Ohio; in den Jahren 1886 und 1887 gehörte er dem Staatssenat an.
Bei den Kongresswahlen des Jahres 1886 wurde Pugsley im zwölften Wahlbezirk von Ohio in das US-Repräsentantenhaus in Washington, D.C. gewählt, wo er am 4. März 1887 die Nachfolge von Albert C. Thompson antrat. Nach einer Wiederwahl konnte er bis zum 3. März 1891 zwei Legislaturperioden im Kongress absolvieren. Im Jahr 1890 verzichtete er auf eine weitere Kandidatur. Nach seiner Zeit im US-Repräsentantenhaus trat Jacob Pugsley politisch nicht mehr in Erscheinung. Er starb am 5. Februar 1920 in Hillsboro, wo er auch beigesetzt wurde.